# Eardisley Castle
Eardisley Castle ist eine abgegangene Burg im Dorf Eardisley in der englischen Grafschaft Herefordshire. Sie befindet sich 11 km nordöstlich des walisischen Grenzortes Hay-on-Wye.
Die Motte, umgeben von einem Burggraben, der von einem Wasserlauf mit Wasser gefüllt wurde, entstand im 11. Jahrhundert. Im Domesday Book von 1086 ist als Bewohner Robert (vermutlich Robert de Basqueville, Vater von Ralph de Baskerville) ausgewiesen und als Eigentümer Roger de Lacy.
1263 gehörte die Burg Robert de Clifford. Dieser ließ dort den Bischof von Hereford, Peter D’Aigueblanche, einsperren. Von 1272 an war die Burg vermutlich die Hauptresidenz der Familie Baskerville, auch wenn die Besitzer häufig wechselten. Die De Bohuns, Earls of Hereford, waren bis 1372 die Herren von Eardisley. Dann endete das Earldom of Hereford und die Burg fiel an die Krone zurück.
1403 ordnete König Heinrich IV. an, dass Eardisley Castle gegen die Angriffe des walisischen Heerführers Owain Glyndŵr befestigt werden sollte, auch wenn die Burg bereits 1374 als ruinös beschrieben wurde.
In den 1640er-Jahren gehörte die Burg Sir Humphrey Baskerville, einem Royalisten. Sie wurde im englischen Bürgerkrieg bis auf die Grundmauern niedergebrannt; nur eines der Torhäuser lag danach nicht in Ruinen. 1670 lebte noch ein Mitglied der Familie Baskerville in diesem zwischenzeitlich verfallenen Gebäude in relativer Armut.
Der Mound und der Burggraben sind heute die einzigen Überreste der ehemaligen Motte. Der Burggraben wurde im Sommer 1972 verfüllt.